# Draft 2003 de la NFL
2002 2004
La draft 2003 de la NFL est la 68e draft annuelle de la National Football League, permettant aux franchises de football américain de sélectionner des joueurs universitaires éligibles pour jouer professionnels. Elle s'est déroulée entre le 26 et le 27 avril 2003 au Madison Square Garden de New York.

## Draft
La draft se compose de 7 tours ayant, généralement, chacun 32 choix. L'ordre de sélection est décidé par le classement général des équipes durant la saison précédente, donc l'équipe ayant eu le moins de victoires va sélectionner en premier et ainsi de suite jusqu'au gagnant du Super Bowl. Les équipes peuvent échanger leurs choix de draft, ce qui fait que l'ordre peut changer.
Les équipes peuvent enfin recevoir des choix compensatoires. Ces choix sont à la fin des tours et il n'est pas possible pour les équipes de les échanger. Les choix compensatoires sont remis aux équipes ayant perdu plus de joueurs (et de meilleure qualité) qu'ils en ont signés durant la free agency.
- ° : Intronisé au Pro Football Hall of Fame
- † : Joueur sélectionné pour le Pro Bowl

### 1ertour
Les joueurs sélectionnés lors du premier tour de la Draft 2002 de la NFL
| Choix | Équipe                             | Joueur                  | Poste            | Équipe universitaire          | Notes                                |
| ----- | ---------------------------------- | ----------------------- | ---------------- | ----------------------------- | ------------------------------------ |
| 1     | Bengals de Cincinnati              | Carson Palmer †         | Quarterback      | Trojans d'USC                 | ,                                    |
| 2     | Lions de Détroit                   | Charles Rogers          | Wide receiver    | Spartans de Michigan State    |                                      |
| 3     | Texans de Houston                  | Andre Johnson †         | Wide receiver    | Hurricanes de Miami           |                                      |
| 4     | Jets de New York                   | Dewayne Robertson (en)  | Defensive tackle | Wildcats du Kentucky          | Bears → Jets,                        |
| 5     | Cowboys de Dallas                  | Terence Newman †        | Cornerback       | Wildcats de Kansas State      |                                      |
| 6     | Saints de La Nouvelle-Orléans      | Johnathan Sullivan (en) | Defensive tackle | Bulldogs de la Géorgie        | Cardinals → Saints,                  |
| 7     | Jaguars de Jacksonville            | Byron Leftwich          | Quarterback      | Thundering Herd de Marshall   | ,                                    |
| 8     | Panthers de la Caroline            | Jordan Gross †          | Offensive tackle | Utes de l'Utah                | [ Note 2 ]                           |
| 9     | Vikings du Minnesota               | Kevin Williams †        | Defensive tackle | Cowboys d'Oklahoma State      | [ Note 2 ]                           |
| 10    | Ravens de Baltimore                | Terrell Suggs †         | Defensive end    | Sun Devils d'Arizona State    |                                      |
| 11    | Seahawks de Seattle                | Marcus Trufant (en) †   | Cornerback       | Cougars de Washington State   |                                      |
| 12    | Rams de Saint-Louis                | Jimmy Kennedy (en)      | Defensive tackle | Nittany Lions de Penn State   |                                      |
| 13    | Patriots de la Nouvelle-Angleterre | Ty Warren (en)          | Defensive end    | Aggies de Texas A&M           | Redskins → Jets, → Bears → Patriots, |
| 14    | Bears de Chicago                   | Michael Haynes (en)     | Defensive end    | Nittany Lions de Penn State   | Bills → Patriots, → Bears            |
| 15    | Eagles de Philadelphie             | Jerome McDougle (en)    | Defensive end    | Hurricanes de Miami           | Chargers → Eagles,                   |
| 16    | Steelers de Pittsburgh             | Troy Polamalu °         | Safety           | Trojans d'USC                 | Chiefs → Steelers,                   |
| 17    | Cardinals de l'Arizona             | Bryant Johnson (en)     | Wide receiver    | Nittany Lions de Penn State   | Saints → Cardinals                   |
| 18    | Cardinals de l'Arizona             | Calvin Pace (en)        | Defensive end    | Demon Deacons de Wake Forest  | Dolphins → Saints, → Cardinals       |
| 19    | Ravens de Baltimore                | Kyle Boller             | Quarterback      | Golden Bears de la Californie | Patriots → Ravens,                   |
| 20    | Broncos de Denver                  | George Foster (en)      | Offensive tackle | Bulldogs de la Géorgie        |                                      |
| 21    | Browns de Cleveland                | Jeff Faine (en)         | Centre           | Fighting Irish de Notre Dame  |                                      |
| 22    | Bears de Chicago                   | Rex Grossman            | Quarterback      | Gators de la Floride          | Jets → Bears                         |
| 23    | Bills de Buffalo                   | Willis McGahee †        | Running back     | Hurricanes de Miami           | Ravens → Bills,                      |
| 24    | Colts d'Indianapolis               | Dallas Clark †          | Tight end        | Hawkeyes de l'Iowa            |                                      |
| 25    | Giants de New York                 | William Joseph (en)     | Defensive tackle | Hurricanes de Miami           |                                      |
| 26    | 49ers de San Francisco             | Kwame Harris (en)       | Offensive tackle | Cardinal de Stanford          |                                      |
| 27    | Chiefs de Kansas City              | Larry Johnson †         | Running back     | Nittany Lions de Penn State   | Steelers → Chiefs                    |
| 28    | Titans du Tennessee                | Andre Woolfolk (en)     | Cornerback       | Sooners de l'Oklahoma         |                                      |
| 29    | Packers de Green Bay               | Nick Barnett            | Linebacker       | Beavers d'Oregon State        |                                      |
| 30    | Chargers de San Diego              | Sammy Davis (en)        | Cornerback       | Aggies de Texas A&M           | Eagles → Chargers                    |
| 31    | Raiders d'Oakland                  | Nnamdi Asomugha †       | Cornerback       | Golden Bears de la Californie |                                      |
| 32    | Raiders d'Oakland                  | Tyler Brayton (en)      | Defensive end    | Buffaloes du Colorado         | Buccaneers → Raiders,                |

#### Échanges1ertour
1. ↑    1. 4 Chicago échange cette sélection avec les Jets en échange du choix 13 (obtenu de Washington en compensation de la signature de l'agent libre restreint des Jets, Laveranues Coles) et 22 du premier tour de la draft 2003 et une sélection du quatrième tour des Jets (no 116).
2. ↑    1. 6 Les Cardinals échangent cette sélection avec les choix 37 et 102 avec la Nouvelle-Orléans en échange des choix 17 (reçu de Miami dans l'échange de Ricky Williams), 18 et 54.
3. ↑    1. 13 Les Jets acquièrent ce choix auprès de Washington à titre de compensation pour la signature par Washington de leur agent libre restreint, le WR Laveranues Coles.
4. ↑    1. 13 voir #4 Bears → Jets
5. ↑    1. 13 La Nouvelle-Angleterre acquiert ce choix de Chicago pour les 14e et 193e choix de la draft 2002.
6. ↑    1. 14 Buffalo échange cette sélection avec la Nouvelle-Angleterre pour le quarterback Drew Bledsoe.
7. ↑    1. 14 voir #13 Bears → Patriots
8. ↑    1. 15 Philadelphie acquiert ce choix de San Diego pour les sélections de premier tour (no 30) et de second tour (no 62) de Philadelphie.
9. ↑    1. 16 Pittsburgh acquiert ce choix de Kansas City pour des sélections de premier tour (no 27), de troisième tour (no 92) et de sixième tour (no 200).
10. ↑    1. 17 voir #6 Cardinals → Saints
11. ↑    1. 18 La Nouvelle-Orléans acquiert ce choix avec une sélection de premier tour en 2002 (avec laquelle la Nouvelle-Orléans a sélectionné Charles Grant (en)) de Miami pour le RB Ricky Williams. Ce choix conditionnel est devenu un élément clé lorsque Williams a accumulé plus de 1500 verges pour Miami en 2002.
12. ↑    1. 18 voir #6 Cardinals → Saints
13. ↑    1. 19 Baltimore acquiert ce choix de la Nouvelle-Angleterre pour le second tour de Baltimore (no 41) et la sélection du premier tour de Baltimore en 2004.
14. ↑    1. 22 voir #4 Bears → Jets
15. ↑    1. 23  Buffalo reçoit de choix d'Atlanta pour le WR Peerless Price (en).
16. ↑    1. 27 voir #16 Chiefs → Steelers
17. ↑    1. 30 voir #15 Chargers → Eagles
18. ↑    1. 32 Oakland acquiert ce choix - avec les sélections de premier et second tour de Tampa Bay en 2002 et le deuxième choix de Tampa Bay en 2004 - pour les droits de l'entraîneur-chef Jon Gruden.

### Joueurs notables sélectionnés aux tours suivants
| Choix | Équipe                             | Joueur                 | Poste            | Équipe universitaire             | Notes                                       |
| ----- | ---------------------------------- | ---------------------- | ---------------- | -------------------------------- | ------------------------------------------- |
| 35    | Bears de Chicago                   | Charles Tillman †      | Cornerback       | Ragin' Cajuns de Louisiana       |                                             |
| 37    | Saints de La Nouvelle-Orléans      | Jon Stinchcomb (en) †  | Offensive tackle | Bulldogs de la Géorgie           | Cardinals → Saints                          |
| 39    | Jaguars de Jacksonville            | Rashean Mathis (en) †  | Cornerback       | Wildcats de Bethune–Cookman (en) |                                             |
| 40    | Vikings du Minnesota               | E.J. Henderson (en) †  | Linebacker       | Terrapins du Maryland            |                                             |
| 42    | Seahawks de Seattle                | Ken Hamlin (en) †      | Safety           | Razorbacks de l'Arkansas         |                                             |
| 54    | Cardinals de l'Arizona             | Anquan Boldin †        | Wide receiver    | Seminoles de Florida State       |                                             |
| 56    | Giants de New York                 | Osi Umenyiora †        | Defensive end    | Trojans de Troy                  |                                             |
| 68    | Bears de Chicago                   | Lance Briggs †         | Linebacker       | Wildcats de l'Arizona            |                                             |
| 69    | Cowboys de Dallas                  | Jason Witten †         | Tight end        | Volunteers du Tennessee          |                                             |
| 78    | Dolphins de Miami                  | Wade Smith (en) †      | Offensive tackle | Tigers de Memphis                | Chiefs → Saints, → Patriots, → Dolphins,    |
| 111   | Bills de Buffalo                   | Terrence McGee †       | Cornerback       | Demons de Northwestern State     |                                             |
| 120   | Patriots de la Nouvelle-Angleterre | Asante Samuel †        | Cornerback       | Knights d'UCF                    | Patriots → Panthers, → Broncos, → Patriots, |
| 124   | 49ers de San Francisco             | Brandon Lloyd †        | Wide receiver    | Fighting Illini de l'Illinois    |                                             |
| 134   | Ravens de Baltimore                | Ovie Mughelli (en) †   | Fullback         | Demon Deacons de Wake Forest     |                                             |
| 138   | Colts d'Indianapolis               | Robert Mathis †        | Defensive end    | Bulldogs d'Alabama A&M (en)      | Texans → Colts,                             |
| 142   | Browns de Cleveland                | Ryan Pontbriand (en) † | Centre           | Owls de Rice                     | Vikings → Browns,                           |
| 160   | Giants de New York                 | David Diehl †          | Offensive tackle | Fighting Illini de l'Illinois    |                                             |
| 164   | Patriots de la Nouvelle-Angleterre | Dan Koppen †           | Centre           | Eagles de Boston College         | Titans → Patriots,                          |
| 188   | Chargers de San Diego              | Hanik Milligan (en) †  | Safety           | Cougars de Houston               |                                             |
| 198   | Colts d'Indianapolis               | Cato June †            | Linebacker       | Wolverines du Michigan           |                                             |
| 211   | Giants de New York                 | David Tyree †          | Wide receiver    | Orange de Syracuse               |                                             |
| 213   | Dolphins de Miami                  | Yeremiah Bell (en) †   | Safety           | Colonels d'Eastern Kentucky (en) |                                             |
| 222   | Seahawks de Seattle                | Josh Brown (en) †      | Kicker           | Cornhuskers du Nebraska          | Jaguars → Seahawks,                         |
| ND    | Bills de Buffalo                   | Jon Dorenbos (en) †    | Long snapper     | Miners d'UTEP                    |                                             |
| ND    | Cowboys de Dallas                  | Tony Romo †            | Quarterback      | Panthers d'Eastern Illinois (en) |                                             |
| ND    | Broncos de Denver                  | Mat McBriar (en) †     | Punter           | Rainbow Warriors d'Hawaï         |                                             |
| ND    | Eagles de Philadelphie             | Quintin Mikell (en) †  | Safety           | Broncos de Boise State           |                                             |
| ND    | Chargers de San Diego              | Kris Dielman (en) †    | Offensive guard  | Hoosiers de l'Indiana            |                                             |
| ND    | Chargers de San Diego              | Antonio Gates †        | Tight end        | Golden Flashes de Kent State     | ,                                           |
| ND    | Chargers de San Diego              | Kassim Osgood (en) †   | Wide receiver    | Aztecs de San Diego State        |                                             |

#### Échanges tours suivants
1. ↑    1. 37 voir #6 Cardinals → Saints
2. ↑    1. 78 La Nouvelle-Orléans acquiert cette sélection de Kansas City en échange de l'OT Willie Roaf.
3. ↑    1. 78 La Nouvelle-Angleterre acquiert cette sélection et la sélection de septième tour de la Nouvelle-Orléans (no 239) de la Nouvelle-Orléans pour le safety Tebucky Jones (en).
4. ↑    1. 78 La Nouvelle-Angleterre envoie cette sélection à Miami en échange de la sélection de second tour de Miami en 2004.
5. ↑    1. 120 La Nouvelle-Angleterre acquiert la sélection de second tour des Panthers pour le second tour de la Nouvelle-Angleterre (no 50) et la sélection de quatrième tour (no 120).
6. ↑    1. 120 Carolina acquiert le choix de troisième tour de Denver (no 82) pour deux choix de quatrième tour (no 108) et (no 120) et pour une sélection de septième tour (no 227)
7. ↑    1. 120 Denver échange ce choix avec la Nouvelle-Angleterre pour les sélections du quatrième tour (no 128) et du cinquième tour (no 157).
8. ↑    1. 138 Houston échange ce choix avec Indianapolis pour la sélection de quatrième tour d'Indianapolis (no 122) en 2004.
9. ↑    1. 142 Le Minnesota échange ce choix avec Cleveland contre le DL Stalin Colinet (en).
10. ↑    1. 164 La Nouvelle-Angleterre échange un choix de 5e tour (no 154) et son choix de 7e tour (no 225) avec le Tennessee pour les sélections du cinquième tour (no 164), du sixième tour (no 201) et du septième tour (no 243).
11. ↑    1. 222 Jacksonville échange cette sélection avec Seattle pour le LB Ike Charlton (en).